# Renata Sorrah
Renata Leonardo Pereira Sochaczewski, connue sous le nom Renata Sorrah, née le 21 février 1947 à Rio de Janeiro, est une actrice brésilienne. Elle est principalement connue pour avoir interprété Nazaré Tedesco dans la telenovela Senhora do Destino en 2004.

## Vie privée
Renata Sorrah s'est mariée trois fois. Elle a une fille, Mariana Simões, dont le père est le réalisateur Marcos Paulo, et deux petits-enfants, Miguel et Betina.
En mai 2023, elle fait son coming out bisexuel à l'âge de 76 ans.

## Mème
Renata Sorrah apparaît dans un mème devenu viral en 2010. Ce mème provient d'une scène de la telenovela de 2004 Senhora do Destino, très populaire au Brésil à l'époque et qui a eu de bons résultats. Plusieurs mèmes mettant en scène Nazaré Tedesco, le personnage joué par Renata Sorrah, sont populaires au Brésil. En revanche, le mème montrant l'actrice avec un regard confus et généralement accompagnée de formules mathématiques a dépassé les frontières brésiliennes pour s'utiliser à l'international.